# Anastasia Wagner
Anastasia Wagner (* 21. März 1990) ist eine deutsche Tennisspielerin.

## Karriere
Wagner spielt vor allem Turniere auf dem ITF Women’s Circuit und in der Tennis-Bundesliga. Ihren größten Erfolg auf der Profitour erzielte Wagner im Doppel, als sie nach mehreren Starts mit neun Weltranglistenpunkten auf Platz 831 der Doppelweltrangliste geführt wurde.
Im deutschen Ligabetrieb spielt Wagner für den TC Radolfzell. Dort trat sie 2007 und 2008 in der 2. Tennis-Bundesliga an und spielte von 2009 bis 2012 in der 1. Tennis-Bundesliga. Nach dem Rückzug des Teams aus dem bezahlten Tennis spielte Wagner für Radolfzell 2013 und 2014 in der Badenliga und nach dem Aufstieg 2015 in der Regionalliga Süd-West. Nach dem Durchmarsch in der Regionalliga spielte Wagner 2016 wieder in der 2. Bundesliga und 2017 wieder in der 1. Bundesliga.